# 張振宇
張振宇（英語：Chang Chen-Yu，1957年3月11日—），出生於臺灣臺中。畢業於國立臺灣師範大學美術系，而後相繼前往美國紐約州立大學藝術研究所（MFA）修習並取得碩士學位。曾經擔任臺北市立美術館館長一職，現今專注於當代藝術創作，長期居住於中國北京，2023 回台定居於新北市新莊區

## 生平
- 臺北市文化局籌備委員
- 文建會公共藝術顧問
- 聯邦藝術新人獎審查委員
- 1957年，張振宇出生臺灣臺中。
- 1979年，畢業於國立臺灣師範大學美術系。
- 1982年，受邀於日本關西美術學會展覽。
- 1983年，任教於復興商工美術科。
- 1986年，參與美國紐約康乃狄克美術館聯展。
- 1987年，畢業於美國紐約州立大學藝術研究所。
- 1995年，任職於臺北市立美術館館長。
- 1998年，任教於元智大學、中原大學。
- 迄今仍致力於專業畫家的生涯上。

## 創作風格
張振宇作為當代藝術家，專精於油畫創作領域。創作奠基於人文主義，在注重心靈與精神層面之外，兼具對真善美均衡的追求。

早期以寫實人體繪畫著稱，亦多有揉稔浪漫派光影表現與中國人文思想的風景系列繪畫。而後發展的山水系列，以油彩大筆觸、厚塗堆疊出山勢崇偉，以當代藝術的手法，重述中國傳統繪畫「寄情山水」的文人精神。

另一以「茶花」為題材的系列創作，回歸精細寫實的繪畫技法，描繪花朵的生長姿態，極力表現大自然的光線、明暗、空間與透明感。

「量子臉書」系列，是張振宇移居中國後，致力耕耘的一系列創作，取「臉書(facebook)」的音意進而傳達出作品的閱讀性，同時結合他對佛教義理、科學理論、東西方朝代歷史的理解，形塑其個人當代佛教藝術的獨特風貌。

## 重要展覽
- 1991年，「臺中市立文化中心邀請個展」，文化中心，臺灣臺中。
- 1992年，「臺中新展望畫廊個展」，新展望，臺灣臺中。
- 1994年，「1975~1994 新人文主義歷程展」，臺北市立美術館，臺灣臺北。
- 1995年，「清華大學藝術中心邀請個展」，清華大學，臺灣新竹。
- 2000年，「前衛山水油畫個展」，龍門畫廊，臺灣臺北。
- 2006年，「霍克藝術新竹館個展」，霍克國際藝術，臺灣新竹。
- 2015年，「張振宇個展」，名山藝術，臺灣臺北。
- 2015年，「秋涼晚步典藏展」，名山藝術，臺灣新竹。
- 2016年，「情愛動力學」，名山藝術，臺灣臺北。
- 2016年，「關於花的意識」，名山藝術，臺灣新竹。
- 2018年，「花開的奧秘-張振宇個展」，名山藝術，臺灣臺北。
- 2018年，「細雨無人我獨來」，名山藝術，臺灣臺北。
- 2018年，「超以象外」，心晴美術館，臺灣臺北。
- 2020年，「當代敦煌：張振宇臉書系列佛教繪畫」，國父紀念館，臺灣臺北。[6]
- 2020年，「張振宇當代敦煌-臉書系列」，名山藝術，臺灣臺北。
- 2020年，  名山藝術台北館「張振宇：當代敦煌臉書系列」個展
- 2020年，  國立國父紀念館《當代敦煌：張振宇臉書系列佛教繪畫》
- 2021年，   佛光山佛陀紀念館《張振宇：當代佛教藝術

## 得獎經歷
- 1975年，第二屆全國青年寫生比賽高中組第一名。
- 1978年，全國青年徵畫比賽大專組第一組。
- 1978年，全國大專書畫比賽水彩組第一名。
- 1979年，第九屆全畫展第二名。
- 1982年，國軍文藝金像獎油畫類銀像獎。
- 1984年，獲東方文化交流協會｢藝術招待獎｣。
- 1985年，獲美國紐約州政府三年全額公費留學獎學金。

## 重要著作
1. 1984年，《世紀末的美感》，臺灣高雄，一品畫廊。
2. 1989年，《張振宇作品集》，臺灣臺中，現代畫廊。
3. 1991年，《張振宇作品集》，臺灣臺北，臺北時代畫廊。
4. 1994年，《1975–1994新人文主義作品集》，臺灣基隆，張振宇工作室。
5. 2000年，《前衛山水作品集》，臺灣臺北，龍門畫廊。
6. 2006年，《張振宇作品集2001–2006》，臺灣新竹，霍克國際藝術，ISBN 9572976036。
7. 2015年，《天地會晤：張振宇的生命圖像》，臺灣臺北，名山藝術，ISBN 9789869201506。
8. 2016年，《情愛動力學》，臺北，名山藝術，ISBN 9789869201544。
9. 2018年，《花開的奧秘》，臺北，名山藝術。
10. 2020年，《當代敦煌：張振宇的「量子臉書」系列》，臺北，名山藝術、藝術家 (雜誌)，ISBN 9789862822500。
11. 2021年，  張振宇 當代佛教藝術  名山藝術